# Руденчик, Виталий
Виталий Руденчик (болг. Виталий Руденчик; 21 февраля 1982, Прага, ЧССР) — болгарский биатлонист украинского происхождения.

## Карьера
В биатлон пришёл в 2003 году. До этого выступал в лыжных гонках. Выступал за Болгарию. Принимал участие в Зимних Олимпийских играх 2006 года в Турине. На них Руденчик добился своего лучшего результата в карьере. В спринте он занял 20-е место. В 2007 году биатлонист стал обладателем Международного Кубка IBU по летнему биатлону на лыжероллерах. Завершил свою спортивную карьеру спортсмен в 2008 году.
Сейчас Виталий Руденчик работает сервисменом в сборной Украины.

## Кубки мира
- 2005—2006 — 76-е место (10 очков)

### Участие в Олимпийских играх
| Год  | Место проведения | Спринт | Гонка преследования | Индивидуальная гонка | Масс-старт | Эстафета |
| ---- | ---------------- | ------ | ------------------- | -------------------- | ---------- | -------- |
| 2006 | Турин            | 20     | 33                  | 61                   | —          | —        |